# EPrix Paryża 2016
ePrix Paryża 2016 (oryg. 2016 Visa Paris ePrix) – siódma runda Formuły E w sezonie 2015/2016. Zawody odbyły się 23 kwietnia 2016 roku na ulicznym torze w Paryżu.

## Lista startowa
| Nr | Kierowca               | Zespół                          | Samochód             | Silnik                  | Opony |
| -- | ---------------------- | ------------------------------- | -------------------- | ----------------------- | ----- |
| 1  | Nelson Piquet Jr.      | NEXTEV TCR Formula E Team       | Spark-NEXTEV         | NEXTEV TCR FormulaE 001 | M     |
| 2  | Sam Bird               | DS Virgin Racing Formula E Team | Spark-Citroën        | Virgin DSV-01           | M     |
| 4  | Stéphane Sarrazin      | Venturi Formula E Team          | Spark-Venturi        | Venturi VM200-FE-01     | M     |
| 6  | Loïc Duval             | Dragon Racing                   | Spark-Venturi        | Venturi VM200-FE-01     | M     |
| 7  | Mike Conway            | Dragon Racing                   | Spark-Venturi        | Venturi VM200-FE-01     | M     |
| 8  | Nicolas Prost          | Renault e.Dams                  | Spark-Renault Sport  | Renault Z.E 15          | M     |
| 9  | Sébastien Buemi        | Renault e.Dams                  | Spark-Renault Sport  | Renault Z.E 15          | M     |
| 11 | Lucas Di Grassi        | ABT Schaeffler Audi Sport       | Spark-Abt Sportsline | ABT Schaeffler FE01     | M     |
| 12 | Jacques Villeneuve     | Venturi Formula E Team          | Spark-Venturi        | Venturi VM200-FE-01     | M     |
| 21 | Bruno Senna            | Mahindra Racing Formula E Team  | Spark-Mahindra       | Mahindra M2ELECTRO      | M     |
| 23 | Nick Heidfeld          | Mahindra Racing Formula E Team  | Spark-Mahindra       | Mahindra M2ELECTRO      | M     |
| 25 | Jean-Éric Vergne       | DS Virgin Racing Formula E Team | Spark-Citroën        | Virgin DSV-01           | M     |
| 27 | Robin Frijns           | Amlin Andretti Formula E        | Spark-McLaren        | SRT01-e                 | M     |
| 28 | Simona de Silvestro    | Amlin Andretti Formula E        | Spark-McLaren        | SRT01-e                 | M     |
| 55 | António Félix da Costa | Team Aguri                      | Spark-McLaren        | SRT01-e                 | M     |
| 66 | Daniel Abt             | ABT Schaeffler Audi Sport       | Spark-Abt Sportsline | ABT Schaeffler FE01     | M     |
| 77 | Ma Qinghua             | Team Aguri                      | Spark-McLaren        | SRT01-e                 | M     |
| 88 | Oliver Turvey          | NEXTEV TCR Formula E Team       | Spark-NEXTEV         | NEXTEV TCR FormulaE 001 | M     |
| Nr | Kierowca               | Zespół                          | Samochód             | Silnik                  | Opony |

## Wyniki

### I Sesja treningowa
| Nr | Kierowca        | Konstruktor    | Czas     | Okr. |
| -- | --------------- | -------------- | -------- | ---- |
| 9  | Sébastien Buemi | Renault e.Dams | 1:02,841 | 26   |

### II Sesja treningowa
| Nr | Kierowca    | Konstruktor | Czas     | Okr. |
| -- | ----------- | ----------- | -------- | ---- |
| 12 | Mike Conway | Venturi     | 1:01,386 | 23   |

### Kwalifikacje
Źródło: fiaformulae.com
| 1                 | 2  | Sam Bird               | DS Virgin Racing          | 1:01,514 |         |
| 2                 | 25 | Jean-Éric Vergne       | DS Virgin Racing          | 1:01,770 |         |
| 3                 | 4  | Stéphane Sarrazin      | Venturi                   | 1:02,148 |         |
| 4                 | 11 | Lucas Di Grassi        | ABT Schaeffler Audi Sport | 1:02,249 |         |
| 5                 | 8  | Nicolas Prost          | Renault e.Dams            | 1:02,339 |         |
| 6                 | 27 | Robin Frijns           | Amlin Andretti            | 1:02,405 | 6       |
| 7                 | 88 | Oliver Turvey          | NEXTEV TCR                | 1:02,492 | 7       |
| 8                 | 9  | Sébastien Buemi        | Renault e.Dams            | 1:02,661 | 8       |
| 9                 | 1  | Nelson Piquet Jr.      | NEXTEV TCR                | 1:02,685 | 9       |
| 10                | 55 | António Félix da Costa | Team Aguri                | 1:02,747 | 10      |
| 11                | 7  | Jérôme d’Ambrosio      | Dragon Racing             | 1:02,797 | 11      |
| 12                | 28 | Simona de Silvestro    | Amlin Andretti            | 1:02,888 | 12      |
| 13                | 21 | Bruno Senna            | Mahindra Racing           | 1:02,915 | 13      |
| 14                | 66 | Daniel Abt             | ABT Schaeffler Audi Sport | 1:03,081 | 14      |
| 15                | 77 | Ma Qinghua             | Team Aguri                | 1:03,655 | 15      |
| 16                | 6  | Loïc Duval             | Dragon Racing             | 1:03,787 | 16      |
| 17                | 12 | Mike Conway            | Venturi                   | 1:04,798 | 17      |
| Niesklasyfikowani |    |                        |                           |          |         |
|                   | 23 | Nick Heidfeld          | Mahindra Racing           | 1:11,853 | 18      |
| Poz.              | Nr | Kierowca               | Konstruktor               | Czas     | Poz. s. |

#### Super Pole
| Poz. | Nr | Kierowca          | Konstruktor               | Czas     | Poz. s. |
| ---- | -- | ----------------- | ------------------------- | -------- | ------- |
| 1    | 2  | Sam Bird          | DS Virgin Racing          | 1:01,616 | 1       |
| 2    | 11 | Lucas Di Grassi   | ABT Schaeffler Audi Sport | 1:01,932 | 2       |
| 3    | 25 | Jean-Éric Vergne  | DS Virgin Racing          | 1:01,993 | 3       |
| 4    | 4  | Stéphane Sarrazin | Venturi                   | 1:02,550 | 4       |
| 5    | 8  | Nicolas Prost     | Renault e.Dams            | 1:02,709 | 5       |
| Poz. | Nr | Kierowca          | Konstruktor               | Czas     | Poz. s. |

### Wyścig
Źródło: Wyprzedź Mnie!
| P                 | + / –     | Nr | Kierowca               | Konstruktor               | Okr. | Czas / Strata | Komentarz |
| ----------------- | --------- | -- | ---------------------- | ------------------------- | ---- | ------------- | --------- |
| 1                 | 1         | 11 | Lucas Di Grassi        | ABT Schaeffler Audi Sport | 45   | –             |           |
| 2                 | 1         | 25 | Jean-Éric Vergne       | DS Virgin Racing          | 45   | +0:00,853     |           |
| 3                 | 5         | 9  | Sébastien Buemi        | Renault e.Dams            | 45   | +0:01,616     |           |
| 4                 | 1         | 8  | Nicolas Prost          | Renault e.Dams            | 45   | +0:02,142     |           |
| 5                 | 1         | 4  | Stéphane Sarrazin      | Venturi                   | 45   | +0:03,044     |           |
| 6                 | 5         | 2  | Sam Bird               | DS Virgin Racing          | 45   | +0:03,856     |           |
| 7                 | 1         | 27 | Robin Frijns           | Amlin Andretti            | 45   | +0:05,141     |           |
| 8                 | 2         | 55 | António Félix da Costa | Team Aguri                | 45   | +0:07,000     |           |
| 9                 | 4         | 21 | Bruno Senna            | Mahindra Racing           | 45   | +0:08,433     |           |
| 10                | 4         | 66 | Daniel Abt             | ABT Schaeffler Audi Sport | 45   | +0:09,479     |           |
| 11                | Bez zmian | 7  | Jérôme d’Ambrosio      | Dragon Racing             | 45   | +0:10,738     |           |
| 12                | 6         | 23 | Nick Heidfeld          | Mahindra Racing           | 45   | +0:12,453     |           |
| 13                | 6         | 88 | Oliver Turvey          | NEXTEV TCR                | 45   | +0:13,721     |           |
| 14                | 3         | 12 | Mike Conway            | Venturi                   | 45   | +0:14,833     |           |
| 15                | 3         | 28 | Simona de Silvestro    | Amlin Andretti            | 45   | +0:16,049     |           |
| Niesklasyfikowani |           |    |                        |                           |      |               |           |
|                   |           | 1  | Nelson Piquet Jr.      | NEXTEV TCR                | 39   | +6 okr.       |           |
|                   |           | 77 | Ma Qinghua             | Team Aguri                | 38   | +7 okr.       |           |
|                   |           | 6  | Loïc Duval             | Dragon Racing             | 4    | +41 okr.      |           |
| P                 | + / –     | Nr | Kierowca               | Konstruktor               | Okr. | Czas / Strata | Komentarz |

### Najszybsze okrążenie
| Nr | Kierowca      | Konstruktor     | Czas     | Okr. |
| -- | ------------- | --------------- | -------- | ---- |
| 23 | Nick Heidfeld | Mahindra Racing | 1:02,323 | 39   |

### Prowadzenie w wyścigu
Źródło: Racing–Reference.info
| Nr                              | Kierowca        | Okrążenia   | Suma |
| ------------------------------- | --------------- | ----------- | ---- |
| 11                              | Lucas Di Grassi | 1-23, 25-45 | 43   |
| 14                              | Daniel Abt      | 23-25       | 2    |
| \| Wykres \| \| ------ \| \| \| |                 |             |      |
| Wykres                          |                 |             |      |
|                                 |                 |             |      |

## Klasyfikacja po zakończeniu wyścigu

### Kierowcy
| P                 | +/− | Kierowca               | Starty | Punkty | P1 | P2 | P3 | PP | NO | NS |
| ----------------- | --- | ---------------------- | ------ | ------ | -- | -- | -- | -- | -- | -- |
| 1                 | 0   | Lucas Di Grassi        | 7      | 126    | 3  | 2  | 1  | –  | –  | 1  |
| 2                 | 0   | Sébastien Buemi        | 7      | 115    | 2  | 2  | 1  | 2  | 4  | –  |
| 3                 | 0   | Sam Bird               | 7      | 82     | 1  | 1  | –  | 3  | –  | 1  |
| 4                 | 0   | Jérôme d’Ambrosio      | 7      | 64     | 1  | –  | 1  | 2  | 1  | –  |
| 5                 | 0   | Stéphane Sarrazin      | 7      | 58     | –  | 1  | –  | –  | –  | –  |
| 6                 | +2  | Nicolas Prost          | 7      | 50     | –  | –  | 1  | –  | 1  | 1  |
| 7                 | −1  | Loïc Duval             | 7      | 48     | –  | –  | –  | –  | –  | 1  |
| 8                 | −1  | Nick Heidfeld          | 6      | 41     | –  | –  | 1  | –  | 1  | –  |
| 9                 | 0   | Robin Frijns           | 7      | 37     | –  | –  | 1  | –  | –  | –  |
| 10                | 0   | Daniel Abt             | 7      | 32     | –  | –  | 1  | –  | –  | –  |
| 11                | +3  | Jean-Éric Vergne       | 6      | 24     | –  | 1  | –  | –  | –  | –  |
| 12                | −1  | Bruno Senna            | 7      | 24     | –  | –  | –  | –  | –  | 1  |
| 13                | −1  | António Félix da Costa | 7      | 20     | –  | –  | –  | –  | –  | 4  |
| 14                | −1  | Oliver Turvey          | 7      | 10     | –  | –  | –  | –  | –  | 1  |
| 15                | 0   | Nelson Piquet Jr.      | 7      | 4      | –  | –  | –  | –  | –  | 2  |
| 16                | 0   | Nathanaël Berthon      | 3      | 4      | –  | –  | –  | –  | –  | –  |
| 17                | 0   | Simona de Silvestro    | 7      | 2      | –  | –  | –  | –  | –  | 1  |
| 18                | 0   | Mike Conway            | 4      | 1      | –  | –  | –  | –  | –  | –  |
| 19                | 0   | Jacques Villeneuve     | 2      | 0      | –  | –  | –  | –  | –  | –  |
| 20                | 0   | Oliver Rowland         | 1      | 0      | –  | –  | –  | –  | –  | –  |
| 21                | 0   | Salvador Durán         | 3      | 0      | –  | –  | –  | –  | –  | 1  |
| Niesklasyfikowani |     |                        |        |        |    |    |    |    |    |    |
|                   |     | Ma Qinghua             | 1      | –      | –  | –  | –  | –  | –  | 1  |
| P                 | +/− | Kierowca               | Starty | Punkty | P1 | P2 | P3 | PP | NO | NS |

### Zespoły
| P | +/− | Konstruktor               | Starty | Punkty | P1 | P2 | P3 | PP | NO | NS |
| - | --- | ------------------------- | ------ | ------ | -- | -- | -- | -- | -- | -- |
| 1 | 0   | Renault e.Dams            | 14     | 165    | 2  | 2  | 2  | 2  | 5  | 1  |
| 2 | 0   | ABT Schaeffler Audi Sport | 14     | 158    | 3  | 2  | 2  | –  | –  | 1  |
| 3 | 0   | Dragon Racing             | 14     | 112    | 1  | –  | 1  | 2  | 1  | 1  |
| 4 | 0   | DS Virgin Racing          | 13     | 106    | 1  | 2  | –  | 3  | –  | 1  |
| 5 | 0   | Mahindra Racing           | 14     | 65     | –  | –  | 1  | –  | 1  | 1  |
| 6 | 0   | Venturi                   | 13     | 59     | –  | 1  | –  | –  | –  | –  |
| 7 | 0   | Amlin Andretti            | 14     | 39     | –  | –  | 1  | –  | –  | 1  |
| 8 | 0   | Team Aguri                | 14     | 24     | –  | –  | –  | –  | –  | 6  |
| 9 | 0   | NEXTEV TCR                | 14     | 14     | –  | –  | –  | –  | –  | 3  |
| P | +/− | Kierowca                  | Starty | Punkty | P1 | P2 | P3 | PP | NO | NS |